# Galim-Tignère
Galim-Tignère è un comune del Camerun, che fa parte del dipartimento di Faro-et-Déo nella regione di Adamaoua.